# Die Goldene
Die Goldene – pierwszy album studyjny zespołu In Extremo. Wydawnictwo ukazało się w 1997 roku nakładem EFA.

## Spis utworów
1. Intro - Ecce Rex / Bandary – 08:02
2. Pavane – 02:52
3. Schaf Öda Nix Schaf – 03:14
4. Tourdion – 04:13
5. Neva Ceng I Harbe – 03:02
6. Für Bo – 03:36
7. Quant Je Sui Mis Au Retour – 02:55
8. Neunerle – 03:05
9. Ai vis lo lop / Como Poden – 05:39
10. Villeman Og Magnhild – 03:33